# Mãn Châu Quốc
Mãn Châu Quốc (tiếng Trung: 滿洲國; bính âm: Mǎnzhōuguó; tiếng Nhật: 満州国, đã Latinh hoá: Manshū-koku) hay từ năm 1934 trở đi là Đại Mãn Châu Đế quốc (tiếng Trung: 大滿洲帝國; bính âm: Dà Mǎnzhōu Dìguó; tiếng Nhật: 大满州帝国, đã Latinh hoá: Dai Manshū Teikoku) là chính phủ bù nhìn do Đế quốc Nhật Bản lập nên ở Mãn Châu, do các quan chức nhà Thanh cũ tạo ra với sự giúp đỡ của Đế quốc Nhật Bản vào năm 1932. Nó được thành lập như một nước Cộng hòa vào năm 1932 và trở thành một chế độ quân chủ lập hiến vào năm 1934 khi Phổ Nghi lên ngôi hoàng đế và đổi tên quốc gia mới thành "Đại Mãn Châu Đế quốc". Quốc gia này do Đế quốc Nhật thành lập và điều hành, cùng với Phổ Nghi, hoàng đế cuối cùng của nhà Thanh, nhiếp chính và là hoàng đế trên danh nghĩa. Chính quyền Mãn Châu Quốc bị hủy bỏ vào năm 1945 sau sự thất bại của Đế quốc Nhật vào cuối Chiến tranh thế giới thứ hai. Tuy có tên như vậy, người Mãn chỉ là một phần thiểu số ở Mãn Châu Quốc, còn nhóm dân tộc đa số là người Hán. Ngoài ra còn có người Triều Tiên, Nhật, Mông Cổ và những nhóm thiểu số khác. Khu vực Mông Cổ ở phía tây Mãn Châu Quốc có chế độ cai trị hơi khác do truyền thống của người Mông Cổ ở đó.
Nhiều nhà sử học xem Mãn Châu Quốc là chính phủ bù nhìn hay thuộc địa của Đế quốc Nhật Bản vì sự hiện diện số đông của quân đội Nhật và sự quản lý chặt chẽ về quản lý chính quyền, cộng với sự tàn bạo trong thời chiến của Nhật đối với người dân địa phương ở Mãn Châu Quốc. Giới sử học giáo khoa chính thống của Trung Quốc và Đài Loan nhắc đến quốc gia này với tên "Ngụy Mãn Châu Quốc" hoặc "ngụy Mãn" để nhấn mạnh tính chất bù nhìn phục vụ cho chủ nghĩa ly khai và mưu đồ tách riêng, chia cắt lâu dài quốc gia của quân xâm lược Nhật.

## Tên gọi
Manchukuo "Mãn Châu Quốc" là một biến thể của chuyển tự Wade-Giles Man-chou-kuo từ phát âm tiếng Quan thoại Mǎnzhōuguó tên gốc tiếng Nhật, Manshūkoku (満州国). Trong tiếng Nhật, tên gọi này để chỉ nhà nước Mãn Châu, vùng của người Mãn. Các ngôn ngữ châu Âu cũng sử dụng các thuật ngữ tương đương: Manciukuò trong tiếng Ý và Mandschukuo hoặc Mandsbookich trong tiếng Đức. Trong tiếng Trung Quốc ngày nay, tên của Mãn Châu Quốc vẫn thường được đặt sau từ Ngụy (伪) để nhấn mạnh tính phi pháp của nó.
Tên chính thức của đất nước đã được đổi thành "Đế chế Mãn Châu" (đôi khi được gọi là "Manchutikuo"), sau khi Phổ Nghi thành lập với tư cách là Hoàng đế Khang Đức vào năm 1934. Trong tiếng Trung và tiếng Nhật, tên là Dà Mǎnzhōu dìguó và Dai Manshū teikoku. Dà/Dai 大 ("lớn", "đại") đã được thêm vào sau mô hình của tên chính thức Đại nhà Minh và Thanh.

## Lịch sử
Sau khi các bộ tộc người Mãn chinh phục Trung Quốc, họ thay thế triều Minh bằng triều Thanh. Tuy nhiên, các hoàng đế người Mãn không hoàn toàn hợp nhất quê hương của họ vào Trung Quốc. Một khu vực hợp pháp, đối với một bộ phận dân tộc, vẫn còn tồn tại tận đến khi nhà Thanh bắt đầu suy yếu vào thế kỷ 19.
Khi sức mạnh của triều đình Bắc Kinh yếu đi sau hai cuộc chiến tranh nha phiến, quyền hạn của nhà Thanh tại một số vùng đất xa xôi cũng suy giảm (nhưng chưa phải là triều đình đã mất hết quyền lực với các vùng đó, vị trí chính tông của Thanh triều với các vùng xa xôi ấy vẫn còn và được duy trì cho tới tận lúc kết thúc triều đại, dù càng về sau thì nó càng chỉ mang tính chất danh nghĩa). Vào những năm 1850, Đế quốc Nga rất chú tâm đến vùng đất phía bắc Đế quốc Thanh. Vào năm 1858, Nga trên danh nghĩa đã kiểm soát được một vùng đất rộng lớn có tên Ngoại Mãn Châu nhờ Hiệp ước Bắc Kinh bổ sung kết thúc Chiến tranh Nha phiến lần thứ Hai. Nhưng Nga chưa hài lòng, và khi nhà Thanh tiếp tục suy yếu, họ đã tăng cường những động thái nhằm chiếm luôn phần còn lại của Mãn Châu. Nội Mãn Châu chịu ảnh hưởng lớn từ Nga vào những năm 1890 với việc xây dựng Tuyến đường sắt Đông Trung Hoa từ Cáp Nhĩ Tân đến Vladivostok.
Tuy nhiên, do kết quả trực tiếp của Chiến tranh Nga-Nhật (1904-1905) người Nhật đã thay thế người Nga đặt quyền ảnh hưởng lên Nội Mãn Châu. Vào năm 1906, Nhật Bản xây dựng Tuyến đường sắt Nam Mãn Châu đến Cảng Arthur (tiếng Nhật: Ryojun). Trong thời kỳ giữa Thế chiến I và Thế chiến II Mãn Châu trở thành mặt trận chính trị và quân sự giữa Nga, Nhật và Trung Quốc. Nhật đã chuyển ra Ngoại Mãn Châu sau cuộc hỗn loạn xảy ra sau Cách mạng Nga 1917. Tuy nhiên, sự kết hợp của những thành công của quân đội Xô viết và áp lực kinh tế của Mỹ đã buộc Nhật rút ra khỏi khu vực này và Liên Xô quay trở lại quản lý Ngoại Mãn Châu vào năm 1925.
Trong suốt giai đoạn quân phiệt ở Trung Quốc, quân phiệt Trương Tác Lâm đã đặt căn cứ ở Nội Mãn Châu với sự ủng hộ từ Nhật. Sau đó đạo quân Quan Đông của Nhật nhận ra nhân vật này quá dân tộc chủ nghĩa và đã ám sát ông vào năm 1928. Sau cuộc xâm lược Mãn Châu của Nhật vào năm 1931, cựu hoàng đế Trung Hoa, Phổ Nghi, được mời làm người đứng đầu quốc gia Mãn Châu; ông đồng ý lời đề nghị này. Vào ngày 18 tháng 2 năm 1932, Mãn Châu Quốc (滿洲帝國) tuyên bố thành lập và được Nhật Bản công nhận. Thành phố Trường Xuân được đổi tên thành Tân Kinh và trở thành thủ đô của quốc gia mới. Người Trung Quốc ở Mãn Châu thành lập quân tình nguyện để chống lại người Nhật và quốc gia mới đã phải mất vài năm chiến tranh để bình ổn đất nước.
Người Nhật ban đầu ủng hộ cựu hoàng Phổ Nghi làm Quốc trưởng với niên hiệu Đại Đồng vào năm 1932, và hai năm sau ông được tôn làm "hoàng đế" với niên hiệu Khang Đức. Mãn Châu Quốc do đó trở thành Đại Mãn Châu Đế quốc (大滿洲帝國), đôi khi còn được gọi Mãn Châu Đế quốc (滿洲帝國). Trịnh Hiếu Tư là thủ tướng đầu tiên của Mãn Châu Quốc cho đến năm 1935, khi Trương Cảnh Huệ lên thay thế. Phổ Nghi không có một vai trò gì hơn là hình tượng, còn quyền hành nằm trong tay các sĩ quan quân sự người Nhật. Một cung điện được xây riêng cho hoàng đế. Tất cả những bộ trưởng người Mãn đều đóng vai trò là những người thay mặt cho các phó bộ trưởng người Nhật, những người đưa ra các quyết định quan trọng. Hành cung của Phổ Nghi, vị hoàng đế cuối cùng của nhà Thanh, bị gọi là ngụy hoàng cung.

Bằng cách này Nhật Bản chính thức tách Mãn Châu Quốc ra khỏi Trung Quốc trong suốt thập niên 1930. Với sự đầu tư của Nhật Bản cùng với nguồn tài nguyên thiên nhiên phong phú, khu vực này trở thành trung tâm công nghiệp. Vào năm 2007, một bài báo của Reiji Yoshida trong Thời báo Nhật Bản đã tranh luận rằng những đầu tư của người Nhật một phần do buôn bán thuốc phiện. Theo bài báo, một tài liệu do Yoshida tìm thấy đã chứng minh rằng Ban phát triển Đông Á đã ngụ ý trực tiếp sẽ cung cấp tài chính cho những nhà bán lẻ thuốc phiện ở Trung Quốc để kiếm lời cho chính quyền bù nhìn Mãn Châu Quốc, Nam Kinh và Mông Cổ. Tài liệu này kiểm chứng những phân tích trước đây của Tòa án Quân sự Quốc tế vùng Viễn Đông trong đó có nói rằng 
| “ | Mục đích thực sự của Nhật Bản khi dính líu đến việc buôn bán thuốc phiện còn nham hiểm hơn nhiều chứ không chỉ làm hư hỏng người Trung Hoa. Nhật Bản, nước đã ký và phê chuẩn hiệp định thuốc phiện, bị ràng buộc không được dính líu với việc buôn bán thuốc phiện, nhưng quốc gia này đã nhận thấy quốc gia có vẻ, nhưng thực ra độc lập giả tạo là một cơ hội thuận tiện để thực hiện một vụ buôn bán thuốc phiện toàn cầu và gieo rắc cái xấu xa này cho quốc gia bù nhìn (...) Vào năm 1937, người ta đã chỉ ra rằng trong Hội Quốc Liên có đến 90% lượng bạch phiến lậu trên thế giới có nguồn gốc từ người Nhật... | ” |

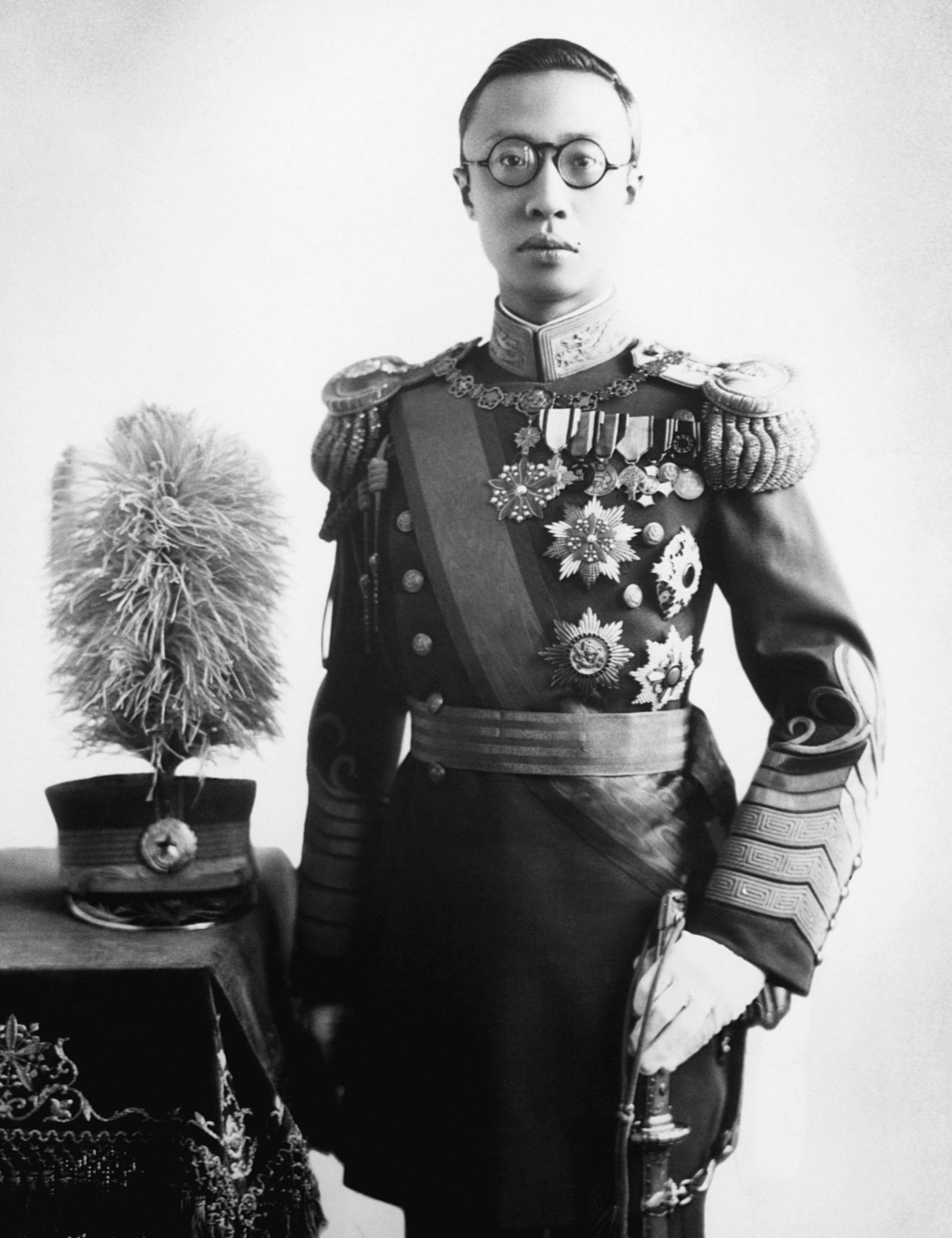
Phổ Nghi thời kỳ làm Hoàng Đế Khang Đức của Mãn Châu Quốc

Chỉ có 23 trên 80 quốc gia đang tồn tại khi đó thừa nhận quốc gia mới này. Hội Quốc Liên (thông qua Báo cáo Lytton) tuyên bố rằng Mãn Châu vẫn là một bộ phận hợp pháp của Trung Quốc, khiến cho Nhật Bản rút khỏi liên minh này vào năm 1934. Trường hợp Mãn Châu Quốc nhắc Hoa Kỳ nhớ đến Học thuyết Stimson, theo đó Hoa Kỳ không thừa nhận sự thay đổi trong hệ thống thế giới do vũ lực tạo ra. Do sức mạnh của Đế quốc Nhật Bản khi đó, Liên Xô, Pháp Vichy, Ý Phát xít, Tây Ban Nha thời Franco và Đức quốc xã thừa nhận vai trò ngoại giao của Mãn Châu Quốc. Ngoài ra Mãn Châu Quốc còn được chính quyền cộng tác với Nhật của Uông Tinh Vệ, cũng như El Salvador và Cộng hòa Dominica công nhận. Mặc dù chính quyền Trung Quốc không công nhận Mãn Châu Quốc, hai nước này vẫn thiết lập con đường mậu dịch, liên lạc và vận chuyển chính thức.
Ngày tháng công nhận Mãn Châu Quốc như sau: Đế quốc Nhật Bản, 16 tháng 9 năm 1932; El Salvador, 3 tháng 3 năm 1934; Vatican, 18 tháng 4 năm 1934 (de facto); Ý (Phát xít), 29 tháng 11 năm 1937; Tây Ban Nha (Chủ nghĩa quốc gia), 2 tháng 12 năm 1937; Đức Quốc xã, 12 tháng 5 năm 1938; Ba Lan (Đức chiếm đóng), 19 tháng 10 năm 1939 (de facto); Hungary: 9 tháng 1 năm 1939; Slovakia, 1 tháng 6 năm 1940 (quốc qua bù nhìn của Đức Quốc xã cũng được Mãn Châu Quốc công nhận vào ngày này); 'Tân’ Trung Hoa (Chính quyền Uông Tinh Vệ), 30 tháng 11 năm 1940 (ngày ký hiệp ước); România (Cận vệ sắt thống trị), 1 tháng 12 năm 1940; Bulgaria, 10 tháng 5 năm 1941; Phần Lan, 18 tháng 7 năm 1941; Croatia, 2 tháng 8 năm 1941 (chính quyền bù nhìn của Đức Quốc xã cũng được Mãn Châu Quốc công nhận vào ngày này); và Thái Lan, 5 tháng 8 năm 1941.
Trước Thế chiến II, người Nhật đô hộ Mãn Châu Quốc và dùng nó như một căn cứ để từ đó xâm lược Trung Quốc. Vào mùa hè năm 1939 một vụ tranh chấp biên giới giữa Mãn Châu Quốc và Cộng hòa Nhân dân Mông Cổ đã dẫn đến Trận chiến Khalkhin Gol. Trong trận chiến này, lực lượng phối hợp giữa Liên Xô-Mông Cổ đã đánh bại Đạo quân Quan Đông của Nhật cùng với sự hỗ trợ ít ỏi của quân Mãn Châu Quốc.
Vào ngày 8 tháng 8 năm 1945, Liên Xô tuyên chiến với Nhật Bản theo một thỏa thuận tại Hội nghị Yalta, và xâm lược Mãn Châu Quốc. Chiến dịch này có tên Chiến dịch Bão tháng Tám. Trong suốt cuộc tấn công của Hồng quân vào Quân đội Mãn Châu Quốc, trên lý thuyết là lực lượng có 200.000 quân, được vũ trang và huấn luyện tốt theo phương pháp Nhật Bản, đã chiến đấu bệ rạc và hầu như toàn bộ đơn vị đầu hàng Hồng quân mà không kháng cự; thậm chí có trường hợp nổi loạn và binh biến chống lại quân Nhật. Hoàng đế Khang Đức đã hy vọng trốn sang Nhật Bản để đầu hàng người Mỹ, nhưng lực lượng Liên Xô đã bắt giữ ông rồi cuối cùng trao trả ông cho chính quyền cộng sản ở Trung Quốc, nơi họ đã giam giữ ông như tội phạm chiến tranh cùng với các quan chức Mãn Châu Quốc bị bắt khác.
Từ năm 1945 đến 1948, Mãn Châu (Nội Mãn Châu) là căn cứ của Quân đội Giải phóng Nhân dân trong Nội chiến Trung Quốc chống lại Quốc dân đảng. Với sự khuyến khích của Liên Xô, những người Cộng sản Trung Quốc đã dùng Mãn Châu làm bàn đạp cho đến cuối cuộc Nội chiến Trung Quốc vào năm 1949. Nhiều hàng binh Mãn Châu Quốc và Quan Đông phục vụ trong Hồng quân Công Nông Trung Quốc trong suốt cuộc nội chiến chống chính phủ Quốc Dân.

## Chính trị

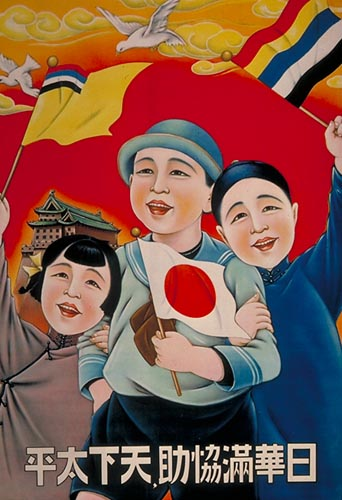
Áp phích tuyên truyền đề cao sự hòa thuận giữa người Nhật, Hán và Mãn. Áp phích đề: "Nhật Hoa Mãn Hiệp Trợ Thiên Hạ Thái Bình(Với sự trợ giúp của Nhật Bản, Trung Quốc và Mãn Châu Quốc, thế giới sẽ sống trong hòa bình.)"

Những nhà sử học nói chung đều xem Mãn Châu Quốc là quốc gia bù nhìn hay thuộc địa của Đế quốc Nhật Bản vì sự hiện diện số đông của quân đội Nhật và sự quản lý chặt chẽ về quản lý chính quyền, cộng với sự tàn bạo trong thời chiến của Nhật đối với người dân địa phương ở Mãn Châu Quốc. Những sử gia người Trung Quốc thường nhắc đến quốc gia này với tên 'Ngụy Mãn Châu Quốc' để nhấn mạnh sự thiếu hợp pháp của nó. Nhật Bản cũng mở rộng hệ thống công nghiệp và giao thông ở Mãn Châu Quốc để biến nó thành căn cứ chiến tranh cho những chiến dịch quân sự chống lại Trung Quốc. Ngoài ra, một số sử gia xem Mãn Châu Quốc là một nỗ lực thất bại trong việc xây dựng một quốc gia Nhật Bản hình mẫu ở châu Á do áp lực chiến tranh.

### Quốc trưởng
| Tất cả các từ in đậm.                                 |                                          |                                                                    |
| Ái Tân Giác La Phổ Nghi 愛新覺羅溥儀 Àixīnjuéluó Pǔyì | 9 tháng 3 năm 1932 – 15 tháng 8 năm 1945 | Đại Đồng (大同 Dàtóng) 1932–1934 Khang Đức (康德 Kāngdé) 1934–1945 |

### Thủ tướng
| No. | Hình ảnh | Tên (Sinh–Mất)              | Nhiệm kỳ            | Nhiệm kỳ            | Đảng phái          |
| --- | -------- | --------------------------- | ------------------- | ------------------- | ------------------ |
| 1   |          | Trịnh Hiếu Tư (1860–1938)   | 9 tháng 3 năm 1932  | 21 tháng 5 năm 1935 | Hiệp hội Concordia |
| 2   |          | Trương Cảnh Huệ (1871–1959) | 21 tháng 5 năm 1935 | 15 tháng 8 năm 1945 | Hiệp hội Concordia |

## Phân cấp hành chính

Bản đồ phân cấp hành chính Mãn Châu Quốc.

Xem Danh sách các đơn vị hành chính của Mãn Châu Quốc để có danh sách đầy đủ các đơn vị địa khu.
Trong thời gian tồn tại ngắn ngủi của nó, Mãn Châu Quốc được chia thành 5 (vào năm 1932) và 19 (vào năm 1941) tỉnh, một Khu đặc biệt Bắc Mẫn (tiếng Nhật: 北満特別区) và hai Thành phố đặc biệt là Tân Kinh (tiếng Nhật: 新京特別市) và Cáp Nhĩ Tân (tiếng Nhật: 哈爾浜特別市). Mỗi tỉnh được chia thành bốn (Tỉnh Hưng An) và 24 (Phụng Thiên) địa khu. Bắc Mẫn tồn tại chưa đầy 3 năm (1 tháng 7 năm 1933 - 1 tháng 1 năm 1936) và Cáp Nhĩ Tân sau đó nhập vào tỉnh Tân Giang. Long Giang cũng là một tỉnh trước năm 1932, sau đó chia thành Hắc Hà, Long Giang và Tam Giang vào năm 1934. Tỉnh An Đông và Cẩm Châu được tách ra từ Phụng Thiên trong khi Tân Giang và Giang Đảo được tách ra từ Cát Lâm trong cùng năm đó.

## Nhân khẩu
Vào năm 1908, dân số trong khu vực là 15.834.000, tăng lên 30.000.000 vào năm 1931 và 43.000.000 đối với toàn bộ Mãn Châu Quốc. Cán cân dân số được duy trì là 123 nam trên 100 nữ và tổng số dân vào năm 1941 là 50.000.000.
Vào đầu năm 1934, tổng dân số Mãn Châu Quốc ước tính chừng 30.880.000, mỗi gia đình khoảng 6,1 người, và 122 nam trên 100 nữ. Những con số này bao gồm 29.510.000 người Hán, 590.760 người Nhật, 680.000 người Triều tiên, và 98.431 các sắc dân khác (Nga, Mông Cổ,...). Khoảng 80% dân số sống bằng nông nghiệp. Những thống kê khác chỉ ra rằng ở Mãn Châu Quốc dân số là 18.000.000.
Từ nguồn của Nhật có những con số sau: vào năm 1940 tổng dân số Mãn Châu Quốc của các tỉnh Long Giang, Nhiệt Hà, Cát Lâm, Phụng Thiên (Liêu Ninh) và Hưng An là 43.233.954; hoặc một con số của Bộ Nội vụ là 31.008.600. Một con số khác vào thời kỳ này tính rằng tổng dân số là 36.933.000.
Cũng trong thời kỳ này Liên Xô đang xây dựng Tỉnh tự trị Do Thái của Siberia qua biên giới Mãn Châu Quốc-Liên Xô, một số quan chức người Nhật xây dựng Kế hoạc Fugu để thu hút người tị nạn Do Thái sang Mãn Châu Quốc như một phần của nỗ lực thuộc địa hóa của họ.
Tiền bạc cho những khu định cư này được trông mong sẽ đến từ những người Do Thái giàu có, nhưng chính quyền Đức thích Giải pháp cuối cùng hơn. Dù trong trường hợp này, cuộc xâm lược Liên Xô của Đức đã khiến cho việc chuyển giao dân số trở nên bất khả thi, vì phe Trục không quản lý được những đường biển cần thiết.

### Dân số các thành phố chính

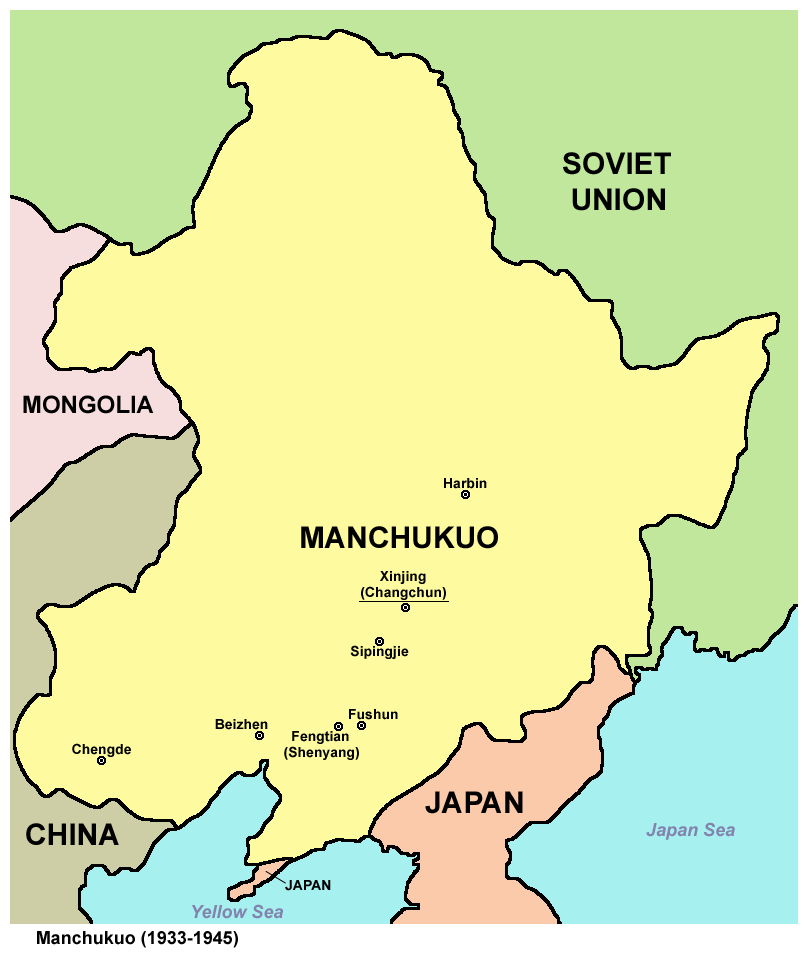

- Dinh Khẩu (119.000 hay 180.871 vào năm 1940)
- Thẩm Dương (339.000 hay 1.135.801 vào năm 1940)
- Tân Kinh hay Trường Xuân (126.000 hay 544.202 vào năm 1940)
- Cáp Nhĩ Tân (405.000 hay 661.948 vào năm 1940)
- Đại Liên (400.000 hay 555.562 vào năm 1939)
- Đan Đông (92.000 hay 315.242 vào năm 1940)
- Cát Lâm (119.000 hay 173.624 vào năm 1940)
- Tề Tề Cáp Nhĩ (75.000 vào năm 1940)

### Dân số người Nhật
Vào năm 1931-1932, có 100.000 nông dân người Nhật; những nguồn khác cho rằng có 590.760 dân cư có quốc tịch Nhật Bản. Những con số khác tại Mãn Châu Quốc lại ghi có 240.000, sau đó răng lên 837.000. Ở Tân Kinh, số người Nhật chiếm 25% số dân. Chính phủ Nhật đã có thảo kế hoạch chính thức di cư 5 triệu người Nhật đến Mãn Châu Quốc trong thời gian từ 1936 đến 1956. Giữa năm 1938 và 1942 một nhóm 200.000 nông dân trẻ đã đến Mãn Châu Quốc; sau đó thêm 20.000 gia đình đến vào năm 1936. Khi Nhật Bản mất quyền kiểm soát tại biển và vùng trời Hoàng Hải, việc di cư bị dừng lại.
Khi Hồng Quân xâm chiếm Mãn Châu Quốc, họ đã bắt được khoảng 850.000 dân định cư người Nhật. Ngoại trừ một số quan chức và quân lính, những người này được hồi hương vào năm 1946-1947. Nhiều trẻ mồ côi người Nhật ở Trung Quốc bị bỏ lại vì sự nhầm lẫn của chính quyền Nhật Bản khi đó và đã được các gia đình Trung Quốc nhận nuôi. Một số trong số đó đã bị dán mác người Nhật trong Cách mạng văn hóa, và vào những năm 1980 Nhật Bản bắt đầu tổ chức một chương trình hồi hương cho họ.

## Kinh tế
Mãn Châu Quốc đã trải qua sự phát triển kinh tế nhanh chóng và những tiến bộ trong hệ thống an sinh xã hội. Hệ thống công nghiệp của quốc gia này là một trong những nơi tiến bộ nhất khiến nó trở thành một trong những trung tâm công nghiệp của khu vực. Sản xuất thép của Mãn Châu Quốc qua mặt Nhật Bản vào cuối thập niên 1930. Nhiều thành phố của Mãn Châu đã được hiện đại hóa trong thời kỳ Mãn Châu Quốc.
Xem thêm:
- Ngân hàng Trung ương Mãn Châu
- Nguyên Mãn Châu Quốc
- Manshukoku Hikoki Seizo KK
- Manshukoku Koku KK
- Showa Steel Works

## Lao động nô lệ và hố chôn tập thể
Theo một nghiên cứu chung giữa các sử gia Zhifen Ju, Mitsuyochi Himeta, Toru Kubo và Mark Peattie, hơn 10 triệu người Trung Quốc đã được quân đội thời kỳ Chiêu Hòa huy động cho công việc nô lệ ở Mãn Châu Quốc dưới sự giám sát của Ban phát triển Đông Á.
Những nô lệ lao động người Trung Quốc thường nhiễm bệnh do công việc lao động nặng nhọc cường độ cao. Một vài công nhân sức khỏe quá yếu bị đẩy thẳng xuống những hố chôn tập thể để tránh phí tổn y tế và thảm họa mỏ than nghiêm trọng nhất thế giới Mỏ than hồ Bản Khê đã xảy ra ở Mãn Châu Quốc.

## Thử nghiệm vũ khí vi khuẩn
Vũ khí vi khuẩn đã được thử nghiệm trên người bởi đơn vị 731 khét tiếng đặt gần Cáp Nhĩ Tân ở Beinyinhe từ năm 1932 đến 1936 và tại Bình Phòng cho đến năm 1945. Những nạn nhân, đa số là người Trung Quốc, Nga và Triều Tiên, bị buộc giải phẫu sống, đôi khi còn không gây tê.

## Giao thông
Mãn Châu Quốc đã xây dựng được một hệ thống tàu lửa lớn và thuận tiện, ngày nay vẫn còn hoạt động tốt.

## Quân sự
- Quân đội Đế quốc Mãn Châu Quốc
- Lực lượng phòng vệ Đế quốc Mãn Châu Quốc
- Hải lực Đế quốc Mãn Châu Quốc
- Không lực Mãn Châu Quốc
- Danh sách các vũ khí của quân lực Đế quốc Mãn Châu Quốc

## Giáo dục
Việc giáo dục đạo Khổng đóng 1 vai trò quan trọng trong giáo dục ở các trường công tại Mãn Châu Quốc. Ở khu vực nông thôn, học sinh được dạy những kỹ thuật nông nghiệp hiện đại để tăng sản lượng. Giáo dục tập trung vào lao động thực tiễn cho nam và việc nhà cho nữ, tất cả dựa theo nguyên lý "Cao quý" và nhấn mạnh sự trung thành với Hoàng đế. Quốc gia này cũng dùng nhiều lễ hội, sự kiện thể thao, và các buổi lễ để tăng sự trung thành của nhân dân Sau cùng, tiếng Nhật trở thành ngôn ngữ chính thức và được dạy cùng với tiếng Trung ở các trường ở Mãn Châu Quốc.

## Lịch sử tem và bưu chính

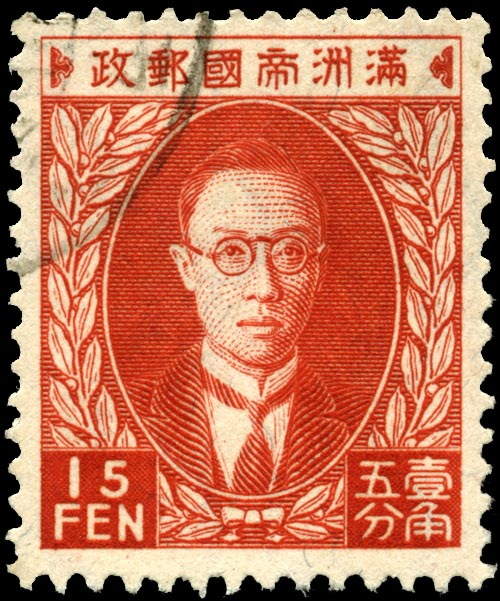
Tem bưu chính Mãn Châu Quốc năm 1935 có hình Phổ Nghi, Hoàng đế Mãn Châu Quốc

Mãn Châu Quốc phát hành tem bưu chính đầu tiên vào ngày 28 tháng 7 năm 1932. Có một số loại, với hai kiểu thiết kế: chùa ở Liêu Dương và chân dung Phổ Nghi. Ban đầu tem được in chữ (bằng tiếng Trung) "Cục Bưu chính Quốc gia Mãn Châu"; vào năm 1934, bản phát hành mới lại ghi "Cục Bưu chính Đế quốc Mãn Châu". Thiết kế có hình huy hiệu phong lan xuất hiện vào năm 1935, và một kiểu thiết kế có hình Núi Bạch Thánh vào năm 1936.
Vào năm 1936 cũng xuất hiện một loạt tem mới in một số phong cảnh khác nhau và có đóng huy hiệu phong lan ở trên. Giữa năm 1937 đến 1945, chính quyền phát hành một số con tem để sưu tập: để kỷ niệm ngày thành lập, để đánh dấu một sự thông qua bộ luật mới, và để tôn vinh nước Nhật bằng các cách khác nhau, ví dụ, vào lễ kỷ niệm lần thứ 2600 của Đế quốc Nhật Bản vào năm 1940. Lần phát hành cuối cùng của Mãn Châu Quốc là vào ngày 2 tháng 5 năm 1945, để kỷ niệm năm thứ 10 của một sắc lệnh.
Sau sự giải thể của chính quyền, cơ quan bưu chính kế thừa đã tự thiết kế bằng tay những con tem còn lại trong kho đề thêm dòng chữ "Trung Hoa Dân quốc" bằng tiếng Trung. Ngoài ra, Cục bưu chính Cảng Lữ Thuận và Đại Liên đã in thừa nhiều con tem Mãn Châu Quốc vào những năm 1946 đến 1949.
| Tên riêng được viết trong từ in đậm.                            |                                   |                                                                |
| Ái Tân-Giác La Phổ Nghi 愛新覺羅溥儀 ai4 xin1 jue2 luo2 pu3 yi2 | tháng 3 năm 1932–tháng 8 năm 1945 | Đại Đồng (大同 da4 tong2) 1932 Khang Đức (康德 kang1 de2) 1934 |

## Trong văn hóa đại chúng
Trong bộ phim Vị hoàng đế cuối cùng của tác giả Bernardo Bertolucci vào năm 1987 đã khắc họa bức chân dung Mãn Châu Quốc gây ra nhiều tranh cãi theo trí nhớ của Hoàng đế Phổ Nghi, trong những ngày ông còn là tù nhân chính trị tại Cộng hòa Nhân dân Trung Hoa.